# Ана Жигуре
Ана Веледа Жигуре (лет. Anna Velēda Žīgure; Рига, Летонија, 25. август 1948) је летонска књижевница, преводилац и дипломата. Ћерка писца Јаниса Жигурса, унука писца Едвартса Вирзе и песникиње Елзе Стерсте. Удата за финског новинара Јуком Рислакијема.
Дипломирала је на Универзитету у Тартуу (1972), специјализирала угрофинску филологију, била студент Паула Аристеа. Радила је као лектор у часопису Централног комитета Комунистичке партије Летоније „Padomju Latvijas Komunists“, затим од 1978. године у Савезу писаца Летонске ССР. Усавршавала се у књижевном студију под руководством Маре Залите.
У штампи је дебитовала као преводилац 1972. године у часопису „Карогс“. Преводила је прозу и књиге за децу са естонског и финског на летонски, укључујући дела Франса Емила Силанпеа, Пола Кусберга, Јана Кроса, Вилема Гроса, Аиме Бекман и Виви Луика. Деловала је као састављач збирки поезије свог деде и баке.
У периоду од 1992. до 1998. била је први амбасадор Летоније, која је 1998. поново стекла независност, у Финској. По повратку у Летонију бавила се књижевним и друштвеним радом. Председник Управног одбора Фондације Музеј окупације Летоније од 2006.
Ана Жигуре је одликована Орденом три звезде (1995), највишим одличјем Финске и Естоније – Великим крстом финског Ордена лава (1998) и естонског Ордена Крста Маријине земље 4. класе (2000). 
Године 2005. објавила је књигу Marselīne посвећену својој баки Елзи Стерсте. Књига садржи и песме саме Стерсте и причу о њој.
Почасни је члан Летонске академије наука.